# N-butillitiu
n-butillitiu (abreviat n-BuLi) este un compus organometalic cu litiu (organolitic). Este folosit pe larg ca promotor al polimerizării în procesele de fabricație ale unor elastomeri (polibutadienă, cauciuc polibutadien-stirenic). Este o bază tare folosită în sinteza organică.

## Obținere
n-butillitiul se prepară în urma reacției dintre 1-bromobutan sau 1-clorobutan cu litiu metalic:
2 Li + C4H9X  →  C4H9Li  +  LiX
unde X = Cl, Br